# Борин Тетяна Миколаївна
Тетяна Миколаївна Борин (нар. 1914, село Радча, тепер Тисменицького району Івано-Франківської області — ?) — українська радянська діячка, новатор сільськогосподарського виробництва, доярка колгоспу імені Леніна села Радча Лисецького (потім — Богородчанського, Тисменицького) району Івано-Франківської області. Депутат Верховної Ради УРСР 5—6-го скликань.

## Біографія
Народилася в бідній селянській родині. Трудову діяльність розпочала наймичкою.
З 1948 року — колгоспниця, з 1951 року — доярка колгоспу імені Леніна села Радча Лисецького (потім — Богородчанського, Івано-Франківського, тепер — Тисменицького) району Івано-Франківської області. Досягала високих надоїв молока. У 1958 році надоїла по 5980 кілограмів молока від кожної корови.
Потім — на пенсії у селі Радча Тисменицького району Івано-Франківської області.

## Нагороди
- орден Леніна (26.02.1958)
- медалі